# Maxillariella funicaulis
Maxillariella funicaulis är en orkidéart som först beskrevs av Charles Schweinfurth, och fick sitt nu gällande namn av Mario Alberto Blanco och Germán Carnevali. Maxillariella funicaulis ingår i släktet Maxillariella och familjen orkidéer. Inga underarter finns listade i Catalogue of Life.